# ОШ „Владислав Скарић” Сарајево
ЈУ „Прва основна школа” је једна од основних школа на подручју Сарајева. Школа је смјештена на лијевој обали ријеке Миљацке и подручју Мјесне заједнице "Скендерија-Подтекија", у улици Терезија број 48. Налази се у средишту сарајевске општине Центар. Зграда и двориште школе простиру се на 7000м2. Име је добила по Владиславу Скарићу српском историчару и дописном члану Српске академије наука и уметности.

## Историјат
Школа је почела са радом 30. септембра 1962. године под називом ОШ "Владимир Перић Валтер". Током рата у Босни и Херцеговини у периоду 1992-1995. године школски објекат је значајно оштећен, а школска опрема и документација уништена. У склопу грчког програма учешћа у обнови БиХ, 1996. године је започела санација а школа је свечано отворена 2. септембра 1997. године. Школа је добила нови назив 1993. године по лику Владислава Скарића значајном за непроцјенљиви и несебичан допринос развоју града Сарајева и проучавању историје простора Босне и Херцеговине, нарочито ране, уз све остале активности као оснивач Српског просвјетног и кутурног друштва Просвјета, универзитетски професор и директору Земаљског музеја. Школа нови визуелни идентитет и изглед добија крајем 2018. године кроз програм Енергетке ефикасности који је водио УНДП уз подршку Владе Кантона Сарајево, Владе Шведске, Министарства за образовање, науку и младе, Министарства за просторно уређење и Општине Центар. На школском објекту је замјењена столарија, постављена нова термофасада и урађено ново рјешење равног крова. Упоредо са тим, управа и радници школе су радили на естетском уређењу унутрашњости школе и дворишта школе. У дворишту школе је успостављен Цицибан дјечији парк чију је изградњу финансирала Општина Центар. Крајем фебруара 2021. године у функцији се ставља нова котловница на плин која је резултат рада II фазе пројекта енергетске ефикасности који проводи УНДП.